# Izocetán
Az izocetán (2,2,4,4,6,8,8-heptametil-nonán) erősen elágazó alkán (nyílt láncú, telített szénhidrogén). A Diesel-olaj cetánszámának meghatározásához használják: ez a 15-ös cetánszámú anyag, míg a 100-as az n-cetán (hexadekán; egyenes láncú, 16 atomos alkán).
Eredetileg a skála alsó referenciaértékének (0-nak) az 1-metil-naftalint választották, és a kényelmetlen kezelhetőség miatt változtatták meg.

## Fordítás
Ez a szócikk részben vagy egészben  az   Isocetane című angol Wikipédia-szócikk fordításán alapul.  Az eredeti cikk szerkesztőit annak laptörténete sorolja fel. Ez a jelzés csupán a megfogalmazás eredetét és a szerzői jogokat jelzi, nem szolgál a cikkben szereplő információk forrásmegjelöléseként.

## Külső hivatkozások
1. ↑  2,2,4,4,6,8,8-Heptamethylnonane at Sigma-Aldrich
2. ↑  Cetane number
3. ↑  New system offers faster, easier method for cetane measurement by Bill Siuru, Diesel Progress, North American Edition,  March, 2002